# Rosamunde Pilcher: Die zweite Chance
Die zweite Chance ist der Titel eines deutschen Fernsehfilms unter der Regie von Dieter Kehler aus dem Jahr 1997. Er basiert auf Rosamunde Pilchers Erzählung Der Ringelblumengarten aus dem Erzählungs-Sammelband Blumen im Regen und ist die 18. Folge der Rosamunde-Pilcher-Filmreihe des ZDF mit Werken der erfolgreichen britischen Schriftstellerin. Sandra Speichert, Andreas Brucker, Rita Russek und Thomas Fritsch spielen die Hauptrollen.

## Handlung
Die junge Julia Hawthorne arbeitet als Journalistin. In erster Linie ist ihr ihr Beruf wichtig; außerdem will sie in ihrem Alter erst einmal das Leben genießen. An Liebe denkt sie vorerst nicht. Die Erinnerung an das Schicksal ihrer Mutter Liz lässt sie zögern, eine feste Bindung einzugehen. Ihre Mutter, eine immer noch attraktive Frau Mitte Vierzig, wurde nach einer langjährigen Ehe von Julias Vater verlassen, der sich in ein junges Dorfmädchen verliebt hatte und schließlich mit ihr durchbrannte. Julia möchte auf keinen Fall ein solches Schicksal wie ihre Mutter erleiden.
Als Julia den jungen, attraktiven Miles Brendan kennenlernt, der als Gutsverwalter für den Familienbesitz engagiert worden ist, gerät ihre Entscheidung ins Wanken. Miles hält geheim, dass er der Sohn eines bekannten Diplomaten ist, da er sich eine berufliche Existenz aus eigener Kraft aufbauen möchte, ohne auf die Unterstützung seines Vaters und das Familienerbe zurückzugreifen. Dies führt immer wieder zu Auseinandersetzungen zwischen Vater und Sohn.
Miles verliebt sich sofort in Julia. Julia fühlt sich zwar ebenfalls zu Miles hingezogen, verweigert sich aber tieferen Gefühlen und will ihre Beziehung auf rein freundschaftlicher Ebene halten. Außerdem hält sie Miles für einen Heiratsschwindler, der sich als Verwalter Zutritt zu einer höheren Gesellschaftsschicht verschaffen will. Als Julia Vic, einen ebenso attraktiven wie oberflächlichen Lebemann aus London kennenlernt, verliebt sie sich stürmisch in ihn. Sie zieht zu Vic nach London und versucht Miles zu vergessen. Dieser gibt daraufhin seine Stelle als Verwalter auf. Um sich von seiner Trauer abzulenken, zieht er sich in die Einsamkeit zurück und renoviert allein sein Cottage, das er als Teil des Familienbesitzes geerbt hat.
Julias Mutter Liz bedauert die Entscheidung ihrer Tochter, denn sie hätte sich gewünscht, dass Miles und Julia ein Paar werden. Sie selbst ist mittlerweile unglücklich in den Fischer Garry verliebt, der ihre Gefühle jedoch nicht erwidern kann, da er verheiratet ist und das Wohl seiner Tochter, um die er sich liebevoll kümmert, über alles andere stellt.
Julia lädt Miles schließlich zu ihrer in London stattfindenden Hochzeit ein. Als er die Einladung erhält, wird ihm einmal mehr bewusst, dass Julia seine große Liebe ist. Er beschließt, um sie zu kämpfen.

## Produktion und Hintergrund
Der Film wurde im Jahr 1997 von der UFA Fernsehproduktion GmbH im Auftrag des ZDF produziert und am 31. Juli 1997 erstmals ausgestrahlt. Der Film wurde in Irland gedreht. Außenaufnahmen fanden u. a. in dem kleinen Städtchen Castletownbere im County Cork im Südwesten Irlands statt. An einer Stelle des Films ist im Hintergrund das Fischrestaurant „Breen’s Lobster Bar“ zu sehen.
Die zweite Chance wurde zusammen mit Magie der Liebe im Rahmen der „Rosamunde Pilcher-Collection“ von Universum Film am 24. April 2006 auf DVD veröffentlicht.

## Kritik
TV Spielfilm urteilte ironisch: „Landleben ist top, Großstadt ist flop“ und war der Ansicht, diese Pilcher-Philosophie verdient lediglich einen Querdaumen. Fazit: „Wer Pilcher mag, guckt sowieso…“
Für Kino.de stellte sich die Verfilmung als „tragisches TV-Drama mit viel Gefühl“ dar.